# Кодозеро (озеро, Карелия)
Кодозеро — пресноводное озеро на территории Пяльмского сельского поселения Пудожского района Республики Карелии.

## Общие сведения
Площадь озера — 1,5 км², располагается на высоте 166 метров над уровнем моря.
Котловина ледникового происхождения.
Форма озера лопастная, продолговатая: оно вытянуто с северо-запада на юго-восток. Берега несильно изрезанные, каменисто-песчаные, преимущественно возвышенные.
Поверхностные притоки отсутствуют. Из южного залива озера вытекает безымянный водоток, втекающий с правого берега в реку Туну, впадающую в реку Жилую Тамбицу. Последняя является притоком реки Пяльмы, впадающей в Онежское озеро.
Острова на озере отсутствуют. Средняя амплитуда колебаний уровня 0,4 м.
Рыба: плотва, окунь, щука, ёрш.
Населённые пункты вблизи водоёма отсутствуют. На северо-восточном берегу располагается одноимённая с озером нежилая деревня, к которой подходит лесная дорога,.
Код объекта в государственном водном реестре — 01040100611102000018978.